# 科技與社會
科技與社會（英語：Science, technology and society, STS）是一跨領域學門，研究社會、政治和文化如何影響科學研究與技術發展，以及反之科技如何影響社會、政治和文化。STS研究者關心科技社會的複雜面貌、科技發展的社會意涵、爭議等各種問題。

## 歷史
如同多數跨領域學門，STS由各個學科和學科子領域發展匯合而成 。70年代，歷史學家莫里森在麻省理工學院創立了STS計畫，成為了一個典範。 到了2011年，各地總計已有111個STS計畫。

### 早期發展
STS的關鍵主題在60年代開始陸續獨立成形，分別產生出類似的興趣，將科技視作一種社會鑲嵌事業，並各自發展直到80年代。然而早在1935年，波蘭微生物學家路德維克·弗萊克所出版《一個科學事實的發生與發展：思維樣式與思維集體學說導論》一書中，就已經意想到了這個方向。

#### 關鍵主題
- 科學研究 (社會科學)。將對科學知識的研究當作社會學的領域分支，考慮在科學討論進行時的社會背景。

- 技術史。在社會和歷史背景下檢視技術的發展。從60年代開始，一些歷史學家質疑技術決定論，技術決定論的學說導致人們認為公共對科學和技術的"自然"發展是完全被動的。同時，一些歷史學家也開始對醫學史使用類似的語境方法。

- 科學史與科學哲學。1962年湯瑪斯·孔恩廣為人知的著作《科學革命的結構》出版，開創性地將科學理論的演進歸功於常態知識典範的變化。加州大學柏克萊分校和一些其他地方開始推展一些計畫，讓科學史和科學哲學家一起合作。

- 科學、技術與社會。在60年代中後期，英、美和歐陸大學裡的社會運動幫助一系列新跨學科領域(如女性研究)誕生，被視為為解決傳統課程忽略的種種問題。這些新發展其中之一便是"科學、技術與社會"(science, technology, and society, STS)計畫的興起。從各種學科，包括人類學、歷史學、政治學和社會學，這些學者創造了本科課程，致力於探索科學和技術相關課題。不同於科學研究、技術史、科學史和科學哲學家，STS學者比較像(也很可能自詡為)是追求改革的運動者，而不是象牙塔內冷靜的研究員。例如在此和其他新興STS領域的女性主義學者，爭取女性在科學和工程上的角色。

- 科學、工程與公共政策研究在70年代左右的研究也產生了同樣的關切，當今科學和技術的發展方式似乎逐漸與公眾的最大利益矛盾。這同樣鼓舞了STS運動，試圖將明日的科學和技術人性化。但這個學科也採取了幾種不同的做法，尋求培養科技政策參與者所需專業技能的人才。一些計畫強調定量方法，並且最終大部分被納入系統工程學。另一些則強調社會學和定性方法，發現他們與STS學門相近。

70到80年代，歐美頂尖大學開始將這些多樣的研究主題整合在新的跨學科課程中。 例如，
康乃爾大學開始了一個的新計畫，將科學研究、政策導向的學者與歷史學家、科學哲學家、技術哲學家聯合起來。每個計畫由於各自不同的組成，以及它們原先在各大學中的不同角色，而發展出各樣的特色。 例如，維吉尼亞大學的STS計畫聯合了各種領域的學者，當中技術史特別強，又由於該計畫位於工程學院內的教學責任是為本科理工學生教授倫理，這意味著成員們對工程倫理都有相當興趣。

### 轉向技術
80年代中期是STS發展的一個決定性時刻，將技術研究加入對於科學研究的領域中。這十年內有2篇文章，可以用來代表史蒂夫‧伍爾加所謂的“轉向技術”：1985年麥肯其和茱蒂‧威吉曼的《科技的社會形塑》(Social Shaping of Technology)，以及1987年Bijker、Hughes和Pinch的《技術系統的社會建構》(The Social Construction of Technological Systems )。麥肯其和威吉曼之後繼續發表了一系列文章，證明社會對技術設計的影響。 另一篇重要的文章中，Trevor Pinch和Wiebe Bijker由科學知識社會學的發展，展示技術社會學是如何沿著科學知識社會學所確立的理論和方法論進行。這是他們所稱「技術的社會建構論」領域的知識基礎。
“轉向技術”有助於鞏固各新興STS計畫中逐漸浮現的統一性。然而近年來，也有另一波對於生態、自然和一般物質的轉向，由此「社會-技術」和「自然/物質」相互合作。特別是在針對生物醫學（如Carl May、Annemarie Mol、Nelly Oudshoorn、Andrew Webster）和生態干預（如布魯諾·拉圖、Sheila Jasanoff、Matthias Gross、S. Lochlann Jain、Jens Lachmund）的STS分析工作中。

## 專業學會
科學的社會學研究學會(Society for Social Studies of Science, 4S)成立於1975年，最初提供學術交流，包括期刊《科學、技術與人的價值》(Science, Technology, and Human Values) ，以及科學研究學者主要出席的年會。4S已經成為全球最重要的科學、技術研究學會。
在歐洲，歐洲科技研究學會（European Association for the Study of Science and Technology, EASST）成立於1981年，宗旨在“激發科技研究領域的交流與合作”。同樣地，歐洲科技與社會校際學會( European Inter-University Association on Society, Science and Technology, ESST)也從歷史和現代的角度對社會中的科學與技術進行研究。
在亞洲，有幾個STS協會存在。日本科技與社會研究學會（Japanese Society for Science and Technology Studies, JSSTS）成立於2001年。亞太科術與社會網絡（Asia Pacific Science Technology & Society Network, APSTSN）主要擁有澳洲、東南亞、東亞和大洋洲成員。台灣科技與社會研究學會(Taiwan Science, Technology& Society Association)成立於2008年。希望藉年會結合各領域專家同道，從科技與社會的各種面向挑戰科技知識的建構與倫理、它與現代體制的複雜互動，與公民參與的關懷與創意。
在拉丁美洲，ESOCITE（Estudios Sociales de la Ciencia y laTecnología）是科學與技術研究的最大學會。

## 重要概念

### 審議民主
审议式民主，又称商讨式民主、协商民主、商议民主，指称公民就一项政策或议题，经过深思熟虑後，与不同意见者进行理性对话，在相互推理、辩论和论争后，得出共同可以接受的意见的一种民主形式，以讨论和协商为核心。与传统民主制度的主要不同，在于传统民主制度特别重视投票，而审议民主，在投票之外，也将审议当成法律的合法性来源之一。

### 共有財悲歌
公地悲劇（英語：Tragedy of the commons），或共有財悲歌，是一種涉及個人利益與公共利益對資源分配有所衝突的社會陷阱。這個字起源於英國作家威廉·佛司特·洛伊在1833年討論人口的著作中所使用的比喻。1968年時，美國生態學家加勒特·哈丁在期刊《科學》將這個概念加以發表、延伸，稱為「公地悲劇」。